# Sidney Bechet
Sidney Bechet (14. maj 1897 – 14. maj 1959) var en amerikansk jazzmusiker, som var født i New Orleans. Han spillede klarinet; men på en turné i Europa fandt han i London en sopransaxofon, som derefter blev hans hovedinstrument. Det blev også ham, der gjorde instrumentet til et betydeligt soloinstrument.
Sidney Bechet er let genkendelig på sin store klang og sit store vibrato. Et enkelt af hans numre, Petite Fleur, blev en stor succes langt udenfor jazzkredse. 